# SARSA算法
SARSA算法是机器学习领域的一种强化学习算法，得名于“状态-动作-奖励-状态-动作”（State–Action–Reward–State–Action）的英文首字母缩写。
SARSA算法最早是由G.A. Rummery, M. Niranjan在1994年提出的，当时称为“改进型联结主义Q学习”（Modified Connectionist Q-Learning）。理查德·S·薩頓提出了使用替代名SARSA。
SARSA算法和Q学习算法的区别主要在期望奖励Q值的更新方法上。SARSA算法使用五元组(st, at, rt, st+1, at+1)来进行更新，其中s、a、r分别为马可夫决策过程（MDP）中的状态、动作、奖励，t和t+1分别为当前步和下一步。

## 算法
```
for each
 
step
 
in
 
episode

 执行动作 

  

    

      

        

          
a

          

            
t

          

        

      

    

    
{\displaystyle a_{t}}

  

，观察奖励 

  

    

      

        

          
r

          

            
t

          

        

      

    

    
{\displaystyle r_{t}}

  

 和下一步状态 

  

    

      

        

          
s

          

            
t

            
+

            
1

          

        

      

    

    
{\displaystyle s_{t+1}}

  

 基于当前的 

  

    

      

        
Q

      

    

    
{\displaystyle Q}

  

 和 

  

    

      

        

          
s

          

            
t

            
+

            
1

          

        

      

    

    
{\displaystyle s_{t+1}}

  

，根据特定策略（如ε-
greedy
）选择 

  

    

      

        

          
a

          

            
t

            
+

            
1

          

        

      

    

    
{\displaystyle a_{t+1}}

  

 

  

    

      

        

          
Q

          

            
n

            
e

            
w

          

        

        
(

        

          
s

          

            
t

          

        

        
,

        

          
a

          

            
t

          

        

        
)

        
←

        
Q

        
(

        

          
s

          

            
t

          

        

        
,

        

          
a

          

            
t

          

        

        
)

        
+

        
α

        

        
[

        

          
r

          

            
t

          

        

        
+

        
γ

        

        
Q

        
(

        

          
s

          

            
t

            
+

            
1

          

        

        
,

        

          
a

          

            
t

            
+

            
1

          

        

        
)

        
−

        
Q

        
(

        

          
s

          

            
t

          

        

        
,

        

          
a

          

            
t

          

        

        
)

        
]

      

    

    
{\displaystyle Q^{new}(s_{t},a_{t})\leftarrow Q(s_{t},a_{t})+\alpha \,[r_{t}+\gamma \,Q(s_{t+1},a_{t+1})-Q(s_{t},a_{t})]}

  

 

  

    

      

        

          
s

          

            
t

          

        

        
←

        

          
s

          

            
t

            
+

            
1

          

        

      

    

    
{\displaystyle s_{t}\leftarrow s_{t+1}}

  

；

  

    

      

        

          
a

          

            
t

          

        

        
←

        

          
a

          

            
t

            
+

            
1

          

        

      

    

    
{\displaystyle a_{t}\leftarrow a_{t+1}}

  

until
 状态 

  

    

      

        
s

      

    

    
{\displaystyle s}

  

 终止
```

在选择下一步动作{\displaystyle a_{t+1}}时，采用ε-greedy策略，即：
- 以 ε 的概率随机选择下一个动作
- 以 1-ε 的概率选择可以最大化{\displaystyle Q(s_{t+1},a_{t+1})}的下一个动作

在该算法中，超参数 {\displaystyle \alpha } 为学习速率，{\displaystyle \gamma } 为折扣因子。
在更新{\displaystyle Q}时，对比Q学习使用 {\displaystyle {\text{max}}_{a}Q(s_{t+1},a)} 作为预估，SARSA则使用 {\displaystyle Q(s_{t+1},a_{t+1})} 作为预估。一些针对Q学习的提出优化方法也可以应用于SARSA上。